# پاین‌بلاف
پینبلوفف (به انگلیسی: Pinebluff) شهری در ایالت کارولینای شمالی کشور ایالات متحده آمریکا است که جمعیت آن در سرشماری سال ۲۰۱۰ میلادی، ۱٬۳۳۷ نفر بوده‌است.